# Sindrome delle apnee ostruttive nel sonno
La sindrome delle apnee ostruttive nel sonno, nota anche come OSAS, acronimo inglese per Obstructive Sleep Apnea Syndrome, è un sotto-tipo della "sindrome delle apnee nel sonno" caratterizzato da ripetuti episodi di completa e/o parziale e/o prolungata ostruzione delle vie aeree superiori durante il sonno, episodi normalmente associati a una riduzione della saturazione di ossigeno nel sangue.
Le vie aeree possono essere ostruite in diversi modi. Ad esempio in età pediatrica a livello delle alte vie respiratorie l'ostruzione può essere determinata da tonsille e adenoidi ipertrofiche, in genere associato a malocclusione con morso aperto. Una grossa lingua, associata al normale rilassamento muscolare e conseguente collabimento dei tessuti molli che avviene durante il sonno, può essere la causa di apnee.
Talvolta anche un'anomala struttura e/o posizione della mandibola o delle vie aeree può essere la causa di questa sindrome.

## Sintomi
I sintomi principali sono rappresentati da: 
- Frequenti episodi di blocco della respirazione durante il sonno (apnea) spesso riferiti dal partner (respiro di Falstaff)
- Cefalea al risveglio
- Russamento riferito dal partner come intermittente (perché interrotto dalle apnee)
- Eccessiva sonnolenza diurna
- Ridotta capacità di memoria
- Ridotta capacità di concentrazione
- Ipertensione arteriosa
- Bocca asciutta al risveglio
- Riduzione della libido

L'apnea ostruttiva nel sonno non è solo più frequente dell'apnea centrale, ma è una condizione comune in molte parti del mondo. Accurati studi nei laboratori del sonno con polisonnografia mostrano che circa 1 adulto americano su 5 ha una moderata apnea ostruttiva del sonno. Poiché il tono muscolare del corpo normalmente si rilassa durante il sonno e poiché a livello della gola le vie aeree dell'uomo sono composte da pareti di tessuto molle che possono collabire, la respirazione può essere ostruita durante il sonno, in special modo nei soggetti obesi. Molti individui subiscono episodi di apnea ostruttiva del sonno in un certo momento della vita e una piccola percentuale di persone è afflitta da gravi apnee ostruttive del sonno croniche.
Il sonno normale ha diverse fasi che spaziano da uno stato leggero a uno profondo. Le fasi più profonde sono necessarie per gli effetti corroboranti del sonno e sono anche le fasi durante le quali il tono muscolare della gola e del collo è più ridotto. Le vie respiratorie collassano nel sonno profondo, quando i muscoli si rilassano o quando si passa a uno stato di sonno più leggero o sopravviene il risveglio. In casi gravi di apnea ostruttiva si passa pochissimo tempo in sonno profondo e il risultato è il mancato riposo perché si permane nel sonno leggero per la maggior parte della notte.
Molte persone patiscono l'apnea ostruttiva nel sonno solo per un breve periodo di tempo. Questo può essere la conseguenza di infezioni delle vie respiratorie superiori che provocano ostruzione nasale, insieme a gonfiore della gola, o tonsillite che dà luogo al temporaneo ingrossamento delle tonsille. Il virus di Epstein-Barr, per esempio, può aumentare enormemente le dimensioni del tessuto linfoide durante un'infezione acuta (mononucleosi). Periodi temporanei con sindrome delle apnee ostruttive si possono verificare in individui che abbiano assunto droghe o siano sotto l'effetto di alcolici, poiché queste sostanze possono far rilassare eccessivamente i muscoli delle vie aeree, interferendo con il normale stato di allerta del sonno.

## Dati di laboratorio
I risultati della polisonnografia nell'apnea ostruttiva nel sonno mostrano molte pause nella respirazione. Come nelle apnee centrali, le pause sono seguite da diminuzioni relative nella quantità di ossigeno nel sangue e da un aumento dell'anidride carbonica ematica. Mentre nell'apnea centrale i movimenti respiratori del corpo si arrestano, nell'apnea ostruttiva il torace non soltanto continua a esercitare i movimenti necessari all'inspirazione, ma questi movimenti tipicamente diventano anche più pronunciati fino a diventare spasmodici. I sensori per il flusso d'aria (airflow), sia sotto il naso (al filtro) sia sopra la rima buccale, mostrano la cessazione del flusso mentre gli sforzi respiratori sono non soltanto presenti, ma spesso anche esagerati: i muscoli del torace si contraggono e l'intero corpo può agitarsi, come se un cuscino immaginario venisse utilizzato per soffocare il dormiente.
L'apnea ostruttiva del sonno è la categoria più comune di disordine respiratorio del sonno. Negli adulti sottoposti a test nei laboratori specializzati, il 2% delle femmine e il 4% dei maschi mostrano sintomi combacianti con i criteri minimi diagnostici per OSAS, sperimentando almeno 10 eventi apneici in un'ora. Un "evento" può essere sia un'apnea con completa cessazione del flusso d'aria per almeno 10 secondi, sia un'ipopnea in cui il flusso d'aria diminuisce del 50% per il medesimo tempo, oppure decresce del 30% se associata a una diminuzione della saturazione di ossigeno o a un risveglio (American Academy of Sleep Medicine Task Force, 1999).
Per graduare la severità della apnea nel sonno si stabilisce un indice di correlazione in base al numero di eventi per ora, definito "indice apnea-ipopnea" (in inglese AHI: apnea-hypopnea index). Un AHI minore di 5 viene considerato normale, tra 5 e 15 molto lieve, tra 15 e 30 moderato, con più di 30 eventi severo.

## Popolazioni a rischio
Sono individui che presentano un tono muscolare diminuito, un ispessimento, per grasso oppure per edema, del tessuto soffice attorno alla via aerea, oppure caratteristiche strutturali-anatomiche che danno luogo a una via aerea ristretta con grande rischio di apnea ostruttiva nel sonno.

### Adulti
Negli adulti l'individuo tipo che presenta apnea ostruttiva del sonno è obeso, con un particolare accumulo di grasso e tessuti sulla faccia e sul collo. Un marchio distintivo delle OSAS negli adulti è l'eccessiva sonnolenza diurna.
Tipicamente un adulto o un adolescente con apnea ostruttiva severa instaurata da lungo tempo si addormenterà per periodi molto brevi nel corso di alcune tra le attività giornaliere più noiose se gli viene data una qualsiasi opportunità di sedere o riposare.

### Bambini
Anche se la condizione di eccessiva sonnolenza diurna può esordire anche nell'infanzia, non è affatto tipico riscontrare sonnolenza nei bambini piccoli con apnee nel sonno. I lattanti e i bambini più piccoli con apnea ostruttiva severa nel sonno, di regola, si comportano piuttosto come "troppo-stanchi" oppure "iperattivi" nei movimenti fisici e in funzioni ripetitive. Gli adulti e i bambini con OSAS molto severa sono molto differenti nell'estrinsecazione delle loro tipiche abitudini e nella loro fisionomia corporea.
Gli adulti in genere sono sovrappeso con collo particolarmente corto e tozzo. I bambini piccoli con OSAS tendono invece a essere magri e smilzi e possono avere dei "ritardi nella crescita". La scarsa crescita avviene per due ragioni: lo sforzo richiesto semplicemente per respirare è così elevato che le calorie vengono bruciate a un alto tasso per unità di tempo, anche nei momenti di riposo, mentre l'apporto calorico è spesso ridotto a causa di un'ostruzione del naso e della gola per catarro o per edema sottomucoso, tanto che l'atto stesso del mangiare risulti privo del piacere del gusto e la deglutizione sia difficoltosa. Le apnee ostruttive dei bambini, a differenza di quelle degli adulti, sono in genere provocate da tonsille e adenoidi infiammate o ipertrofiche che generano un'ostruzione meccanica tale da necessitare spesso di un trattamento chirurgico di tonsillectomia od adenoidectomia.

## Segni comuni e altri sintomi
I segni e i sintomi che seguono si possono osservare sia negli adulti sia nei bambini, sofferenti entrambi di apnea del sonno.
Segni addizionali di apnea ostruttiva nel sonno includono il "sonno senza riposo" e un forte russamento (con periodi di silenzio seguiti da rantoli). Altri sintomi sono non-specifici: la cefalea mattutina, problemi di concentrazione, irritabilità, smemoratezza, cambiamenti nell'umore o nel comportamento, tachicardia, ansietà, depressione, aumento della frequenza delle minzioni notturne, enuresi notturna, bruciore di stomaco ed esofago e una forte sudorazione notturna.
Il cuore soffre delle più serie conseguenze dovute alle apnee ostruttive. In casi severi e di lunga durata vi sono aumenti delle pressioni polmonari che vengono trasmessi al lato destro del cuore. Questo può provocare una forma grave di insufficienza cardiaca congestizia (cuore polmonare).

### Sindromi cranio-facciali
Vi sono alcune peculiarità nelle strutture cranio-facciali associate a sindromi mediche note. Alcune di queste sono genetiche, altre sono dovute a cause sconosciute. In molte di queste sindromi le caratteristiche che coinvolgono il naso, la bocca e la mascella, oppure il tono muscolare a riposo, mettono l'individuo a rischio di OSAS.
La sindrome di Down è una di queste condizioni. In questa anomalia cromosomica (trisomia del cromosoma 21), alcune caratteristiche facciali si combinano in modo tale da rendere più probabile la comparsa di apnee ostruttive. Esse includono: tono muscolare relativamente basso, una stenosi rinofaringea e una lingua larga.
L'obesità insieme a tonsille e adenoidi tumefatte, condizioni che spesso si ritrovano nelle popolazioni occidentali, tendono molto più facilmente a essere causa di ostruzione. Per questo le OSAS avvengono più frequentemente nelle persone con il mongolismo rispetto al resto della popolazione. Poco più del 50% di tutte le persone con sindrome di Down soffrono di apnea ostruttiva del sonno (de Miguel-Díez, et al 2003), e alcuni medici consigliano test di routine per questo gruppo di persone (Shott, et al 2006).
Nelle altre sindromi cranio-facciali, la caratteristica anormale può ingrandire le vie respiratorie, ma la sua correzione può porre la persona a rischio di apnea ostruttiva del sonno. La palatoschisi ne è un esempio. Dopo la nascita, tutti i neonati iniziano a respirare obbligatoriamente col naso. Il palato è sia il "tetto" della bocca sia la base del naso: avere il palato aperto può rendere difficile il nutrirsi, ma in generale questo non interferisce con la respirazione (in realtà se il naso è molto ostruito, un palato aperto può ridurla). Ci sono alcune sindromi di schisi nelle quali il palato aperto non è la sola caratteristica anormale poiché v'è, a volte, un passaggio nasale ristretto che può non essere evidente. In alcuni individui la chiusura della palatoschisi, sia mediante intervento chirurgico sia tramite un dispositivo orale temporaneo, può causare l'insorgere di un'ostruzione.
Un avanzamento scheletrico, nel tentativo di aumentare fisicamente lo spazio aereo faringeo, è spesso una soluzione per pazienti con ostruzione delle vie aeree superiori e mandibole piccole. Queste sindromi includono la Sindrome di Treacher-Collins e la Sequenza di Pierre Robin. La chirurgia dell'avanzamento mandibolare è spesso una delle modifiche necessarie per migliorare le vie respiratorie; altre modifiche possono essere: riduzione della lingua, tonsillectomia o uvulopalatoplastica.

### La chirurgia del lembo faringeo può portare alla OSAS
Il trattamento chirurgico della insufficienza velo-palatale può causare la sindrome delle apnee ostruttive del sonno. Quando la insufficienza velo-palatale è presente, l'aria fuoriesce nel naso-faringe anche in quelle fasi nelle quali il palato molle dovrebbe chiudere il naso. Un semplice test per questa condizione può essere quello di collocare un piccolo specchio alla base del naso e di chiedere alla persona di pronunciare la lettera "P". Questo suono della "P", un "plosivo", viene normalmente prodotto grazie alla temporanea chiusura e apertura della via aerea – poiché tutta l'aria deve fuoriuscire dalle labbra e dalla loro articolazione, non dal naso.
Se alla persona riesce impossibile dire questo suono senza appannare uno specchio nasale, vi è una perdita d'aria – ragionevole evidenza di scarsa chiusura palatale. Spesso il parlato di questi soggetti è poco chiaro, per la loro incapacità a pronunciare certi suoni in modo netto. Uno dei trattamenti chirurgici della insufficienza velo-palatale comporta l'autotrapianto del tessuto mucoso dalla parte posteriore della gola e il suo impiego per ottenere una parziale ostruzione dell'apertura della nasofaringe. Questa può in effetti rivelarsi una causa peggiorativa delle apnee ostruttive nel sonno in individui sensibili, in particolare nei giorni seguenti alla chirurgia a causa di esiti infiammatori (vedere più sotto, Situazione Speciale: anestesia e chirurgia).

### Storia
I primi lavori nella letteratura medica su quella che attualmente viene denominata apnea ostruttiva nel sonno datano al 1965, quando venne indipendentemente descritta da ricercatori francesi e tedeschi. Comunque, il quadro clinico di questa condizione è stato riconosciuto da molto tempo come un tratto caratteristico, senza una vera comprensione del processo patologico.

#### Sindrome di Pickwick
“Sindrome di Pickwick” è spesso usato come sinonimo per descrivere la sindrome, anche se in realtà diversa perché identificabile con la "Sindrome obesità-ipoventilazione".  Il termine "Sindrome di Pickwick" venne coniato dal famoso medico William Osler, che probabilmente era un lettore di Charles Dickens: nella descrizione di Joe, "il ragazzo grasso" nel romanzo "Il Circolo Pickwick", appare una descrizione clinica accurata delle OSAS nell'adulto.
Le prime relazioni della apnea ostruttiva nel sonno nella letteratura medica descrivono individui molto malati, spesso presentandosi con ipossiemia, ipercapnia e insufficienza cardiaca congestizia. La tracheotomia era allora il trattamento consigliato e, anche se poteva salvare la vita ai pazienti, complicanze post-operatorie nello stoma, come infezioni e mancate cicatrizzazioni, erano frequenti in questi individui molto obesi e di collo piuttosto corto.
La gestione della apnea ostruttiva nel sonno venne rivoluzionata con la introduzione della C-PAP (acronimo inglese di Continuous Positive Airway Pressure), introdotta e sperimentata per la prima volta da Colin Sullivan e collaboratori nel 1981 a Sydney in Australia. I primi modelli erano ingombranti e rumorosi, ma il loro disegno è stato progressivamente migliorato e verso la fine degli anni '80 le C-PAP erano diventate di ragionevoli dimensioni e di più pratico uso. La disponibilità di un trattamento efficace diede luogo a un'accanita ricerca di individui potenzialmente affetti e condusse all'apertura di centinaia di dipartimenti specialistici nelle cliniche, dedicati alla diagnosi e terapia dei disordini nel sonno. Anche se sono stati identificati molti tipi di problemi nel sonno, la stragrande maggioranza dei pazienti che si recano in questi centri hanno disturbi che coinvolgono principalmente la respirazione.

### Sintomi, segni e sequele
Questa sezione riassume il quadro clinico e le conseguenze della sindrome delle apnee ostruttive nel sonno.
Come già menzionato, il fatto del russare è di riscontro uniforme in ogni individuo, nelle molte varianti di questa sindrome, ma molte persone russano senza avere l'apnea. Il rumore del russamento è dovuto al suono prodotto dal passaggio di aria turbolenta attraverso la parte posteriore della bocca, del naso e della gola. Comunque, l'intensità sonora del russare non è un buon indice della gravità dell'ostruzione. Se le vie aeree superiori sono per buona parte ostruite, può anche non esserci sufficiente movimento d'aria per generare un suono intenso. Anche il russare più rumoroso non è indicativo della sindrome delle apnee ostruttive.
Il segno più comune delle OSAS è l'improvviso arresto del russare assieme al respiro, mentre il torace e l'addome della persona tentano di inspirare affannosamente: in tale caso abbiamo conferma di un tipico evento della sindrome delle apnee ostruttive. Quando la respirazione si riavvia, si avverte un profondo sospiro seguito dalla ripresa del russare.
Alcune volte l'elevata pressione arteriosa sistemica viene provocata dalle apnee ostruttive nel sonno. In tali casi ciò che la distingue dagli altri tipi di alta pressione (la così chiamata ipertensione essenziale) sono i valori registrati, che non scendono significativamente durante il sonno.
Da recenti ricerche sembra emergere che gli ictus (in inglese stroke) possano associarsi anch'essi all'apnea ostruttiva nel sonno.

#### Fonti della sezione
1. Grigg-Damberger M. Why a polysomnogram should become part of the diagnostic evaluation of stroke and transient ischemic attack. Journal of Clinical Neurophysiology, Vol. 23,1 (pag. 21-38), (Feb/2006)

## Trattamento delle OSAS
Esiste una varietà di trattamenti per la sindrome dell'apnea ostruttiva nel sonno, che dipende dalla storia medica dell'individuo, dalla severità del disordine e, principalmente, dalla causa specifica dell'ostruzione.
Premessa fondamentale al trattamento delle OSAS è una diagnosi accurata e multidisciplinare: i centri di riferimento per la medicina del sonno solitamente hanno un'équipe che comprende, oltre al medico del sonno (specialista in pneumologia o in neurologia) che coordina le attività, altri specialisti (chirurgo maxillo-facciale, ortognatodontista, otorinolaringoiatra, nutrizionista) che si occupano ognuno con le proprie competenze di trattare al meglio questa patologia.
Nelle mononucleosi acute, per esempio, nonostante le vie aeree possono essere severamente ostruite nelle prime due settimane di malattia, la presenza di tessuto linfoide (tonsille e adenoidi improvvisamente ingrandite) che blocca la gola è solitamente solo temporanea. Un trattamento con steroidi anti-infiammatori come il prednisone (o un altro tipo di glucocorticoide) è spesso somministrato per ridurre il tessuto linfoide. Nonostante gli effetti degli steroidi siano a breve termine, in molti individui colpiti l'ipertrofia tonsillare e adenoidea è anch'essa di breve durata e si riduce da sé dopo che viene somministrato un trattamento a base di steroidi. In casi insoliti, in cui il tessuto linfoide ipertrofico persiste dopo la cessazione della fase acuta di un'infezione da virus di Epstein-Barr o in cui le cure mediche con steroidi anti-infiammatori non ripristinano un'adeguata respirazione, può essere necessaria urgentemente una tonsillectomia e/o una adenoidectomia.
La maggior parte dei bambini con apnea ostruttiva nel sonno ha il problema di tonsille e adenoidi cronicamente ipertrofiche: per questi bambini la tonsillectomia e la adenoidectomia sono curative. Nei casi peggiori, in cui la crescita è ridotta e in cui si sviluppano anomalie nella parte destra del cuore, l'operazione è tutt'altro che inutile. Anche in questi casi estremi la chirurgia tende a curare non solo l'apnea e l'ostruzione delle vie respiratorie superiori ma permette una susseguente crescita e sviluppo normali. Una volta che vengono ripristinate le normali pressioni espiratorie, le complicazioni cardiovascolari spariscono da sole. Il periodo post-operatorio, in questi bambini, richiede precauzioni particolari (vedi Chirurgia delle condizioni correlate all'OSAS).
La cura per apnea ostruttiva nel sonno nel caso di adulti con vie aeree orofaringee strette dovute a una parte superiore del corpo pesante è variegata. Sfortunatamente, in questo caso più comune di apnea ostruttiva nel sonno, a differenza di alcuni casi discussi in precedenza, cure attendibili non sono la regola.
Alcune cure implicano cambiamenti nello stile di vita come: evitare l'alcol, evitare di assumere farmaci che rilassino il sistema nervoso centrale (ad esempio sedativi e farmaci per rilassare i muscoli), perdere peso e smettere di fumare. Inoltre la supplementazione di vitamina D potrebbe essere una valida terapia adiuvante: la presenza di bassi livelli di vitamina D nei pazienti OSAS potrebbe non riuscire a modulare la risposta infiammatoria con conseguente sovraespressione di marcatori infiammatori. Alcune persone vengono aiutate da cuscini o congegni che impediscono loro di dormire sulla schiena, o da apparecchi orali per mantenere le vie respiratorie pervie durante il sonno. Se questi metodi tradizionali sono inadeguati, i medici raccomandano spesso una C-PAP (ventilazione meccanica a pressione positiva della via aerea), in cui una maschera facciale è collegata a un tubo e a una macchina che immette aria pressurizzata nella maschera e attraverso le vie respiratorie per tenerle aperte. Esistono anche procedure chirurgiche che possono essere usate per rimuovere e restringere i tessuti e allargare le vie aeree, ma il tasso di successo non è molto alto. Alcuni soggetti possono necessitare di una combinazione di terapie per curare con successo la loro apnea nel sonno.

### Intervento fisico
L'intervento terapeutico più ampiamente usato attualmente è quello di creare una pressione positiva della via aerea (Positive Airway Pressure, o PAP) dove una speciale macchina, un mini-respiratore (noto come ventilatore PAP) pompa una corrente controllata d'aria attraverso una maschera indossata sul naso, bocca o entrambi. La pressione addizionale mantiene aperta una via aerea tra i muscoli rilasciati, con lo stesso meccanismo per il quale l'aria in pressione gonfia un pallone. Vi sono alcune varianti di queste macchine:

#### Respiratori a pressione positiva
- La macchina C-PAP (Continuous Positive Airway Pressure), ha un compressore d'aria che genera un flusso d'aria a pressione costante. La necessità della macchina e il livello pressorio richiesto vengono prescritti dal medico specialista, che si basa su un test notturno o titolazione. Sono disponibili nuovi modelli di C-PAP che riducono lievemente la pressione durante la esalazione per aumentare il comfort del paziente e la sua accettazione della macchina. La C-PAP è attualmente (2006) il più comune trattamento per la sindrome delle apnee ostruttive nel sonno.
- La VPAP (Variable Positive Airway Pressure), nota anche come macchina "bilevel" (B-PAP), utilizza un circuito elettronico per monitorare il respiro del paziente, e fornisce due diversi livelli pressori, uno maggiore durante l'inspirazione e uno inferiore durante l'espirazione. Questo sistema è molto costoso, ed è spesso usato con pazienti che hanno altri problemi respiratori coesistenti e che trovano che respirare contro un'aumentata pressione dell'aria sia poco confortevole oppure disturbante per il loro sonno.
- L'APAP (Automatic Positive Airway Pressure) rappresenta la metodica più recente in questo campo. Un dispositivo A-PAP è dotato di sensori di pressione (e di vibrazione) e di un computer che esegue il monitoraggio continuo del pattern respiratorio del paziente regolando in maniera costante la pressione, ovvero aumentandola quando il paziente trova difficoltà a respirare, e diminuendola quando questa è superiore alle necessità del paziente. Anche se hanno ottenuto l'approvazione della FDA (Food and Drug Administration) statunitense, questi dispositivi sono ancora considerati da molti di tipo sperimentale e non sono contemplati nella maggior parte dei programmi sanitari assistenziali privati.

#### Protrusori mandibolari
Un secondo tipo di intervento fisico, un dispositivo intraorale che forza in avanti la mandibola (in inglese MAD, acronimo di Mandibular Advancement Device, o più recentemente solo oral appliance), viene a volte prescritto per forme lievi o moderate di OSAS. Questo apparecchio è un apparecchio ortodontico mobile simile a quelli impiegati per raddrizzare i denti o proteggerli durante lo sport. Per i pazienti che soffrono di apnea, viene progettato per mantenere la mandibola lievemente più giù e in avanti rispetto alla posizione naturale che assume in questi pazienti che vanno incontro a rilassamento notturno dei muscoli del collo. Questa posizione mantiene la lingua molto più in avanti della parte posteriore della via aerea, e può essere sufficiente per prevenire le apnee o per migliorare la respirazione nei pazienti affetti da forme lievi o moderate di OSAS. Il confezionamento del dispositivo avviene di concerto fra il medico del sonno (pneumologo o neurologo) e l'odontoiatra specialista in ortognatodonzia (quest'ultimo valuta la fattibilità tecnica del dispositivo sulla base della situazione odontostomatologica del paziente e si occupa del confezionamento e della gestione dei controlli ordinari).
La FDA statunitense accetta soltanto 16 dispositivi orali per il trattamento della apnea nel sonno. Una lista di quelli autorizzati è disponibile nel loro sito web (EN) .
L'applicazione dei dispositivi orali può essere una soluzione alternativa, seppur meno efficace (non ventilando forzatamente l'individuo), per i pazienti che non tollerano la C-PAP.

### Farmaci
Sono disponibili pochi trattamenti farmacologici della sindrome delle apnee ostruttive del sonno, a dispetto degli oltre due decenni di ricerche e test dedicati a scoprirli.
La somministrazione orale di teofillina (una metilxantina chimicamente simile alla caffeina) può ridurre il numero di episodi di apnea, ma può anche produrre effetti collaterali come palpitazioni e insonnia. Di solito la teofillina è inefficace negli adulti con OSAS, ma spesso viene impiegata per trattare le Apnee Centrali del Sonno (vedi la pagina corrispondente), e può essere provata nella terapia di bambini con apnea.
Quando altri trattamenti non riescono a risolvere completamente l'OSAS, potrebbero essere prescritti farmaci per trattare la sonnolenza diurna residua. Questi farmaci vanno dalla categoria degli stimolanti come l'amfetamina fino alle medicine anti-narcolettiche più moderne. Si osserva un aumento dell'impiego dell'anti-narcolettico modafinil in questo ruolo sin dal 2004.
In alcuni casi, la perdita di peso riduce il numero e la severità degli episodi di apnea, ma per la maggioranza dei pazienti il peso eccessivo è un fattore aggravante piuttosto che la causa di OSAS. Nell'obeso patologico, una perdita consistente di peso (come quella che avviene dopo la chirurgia bariatrica) può spesso curare la condizione.

### Neurostimolazione
Alcuni ricercatori credono che ogni forma di OSA sia alla radice una condizione neurologica, nella quale i nervi che controllano la lingua e il palato molle non stimolano a sufficienza quei muscoli, portando a un eccessivo rilassamento e al blocco della via aerea. Alcuni esperimenti e studi di ricerca hanno esplorato l'utilizzo di pacemaker modificati e dispositivi simili, programmati per rilevare l'abnorme sforzo respiratorio per somministrare in seguito un gentile stimolo elettrico ai muscoli della lingua, sottolinguali e del faringe.
Questa è una modalità di trattamento per i pazienti con OSA, proposta nel 2004, e attualmente costituisce un campo di ricerca molto dinamico.

### Chirurgia delle condizioni correlate all'OSAS
Attualmente viene provato un certo numero di interventi chirurgici diversi per modificare la dimensione oppure il tono muscolare della via aerea del paziente. Per decenni, la tracheotomia era stato l'unico trattamento efficace per le apnee nel sonno. Attualmente viene utilizzata di rado, in casi intrattabili (rari) che si sono dimostrati refrattari ad altri tentativi terapeutici. Le strategie terapeutiche moderne provano una o più opzioni, in base alle necessità dei pazienti. Spesso il tasso di successi a lungo termine si rivela basso, inducendo i medici a favorire la C-PAP come 'gold standard' terapeutico.
- La chirurgia nasale, inclusa la turbinectomia (rimozione o riduzione di un turbinato nasale), oppure il raddrizzamento del setto nasale, in pazienti con ostruzione nasale o congestione che riduce la pressione sulla via aerea e complica l'OSA.
- La tonsillectomia e/o l'adenoidectomia nel tentativo di aumentare il diametro della via aerea.
- Rimozione o riduzione di parti del palato molle e di parte o dell'intera ugola con la ugolapalatofaringoplastica (UPPP) o la ugolapalatoplastica laser-assistita (LAUP). Varianti moderne di questa procedura a volte utilizzano onde radio per riscaldare e rimuovere il tessuto.
- Riduzione della base della lingua, sia con asportazione laser o con ablazione radio.
- Avanzamento del Genioglosso, in cui una piccola porzione della mandibola che si attacca alla lingua viene spostata in avanti, per spingere la lingua fuori dal retro della cavità orale (e quindi dalla via respiratoria).
- Sospensione dello Ioide, in cui l'osso ioide presente nel collo – un altro punto di ancoraggio per i muscoli della lingua – viene spinto in avanti davanti alla laringe.
- Avanzamento maxillomandibolare (MMA). È un intervento chirurgico più invasivo solitamente utilizzato in casi difficili in cui altri interventi non hanno alleviato i sintomi dell'apnea ostruttiva del sonno o in cui una struttura facciale anormale è la causa principale della malattia. Nell'MMA, la mascella e la mandibola sono disgiunte dal cranio, spostate in avanti, e riposizionate con perni e/o placche.
- Procedura con sostegno: tre piccoli inserti vengono immessi nel palato molle per garantire un supporto, riducendo potenzialmente il russare nell'apnea del sonno di media entità.[8]

#### Il post-operatorio
Il decorso post-chirurgico non presenta di solito problemi e il recupero completo, senza più necessità di utilizzare la C-PAP, avviene normalmente in poche settimane.
In questo periodo è raccomandata una dieta soffice, associata a costanti lavaggi delle fosse nasali e a un trattamento con nebulizzazioni topiche di acido ialuronico ad alto peso molecolare, in commercio come sodio ialuronato 9 mg APM - Alto Peso Molecolare.
Il ruolo dell'acido ialuronico è riconosciuto come decisivo nel processo di “remodelling”, ovvero di ricostruzione della mucosa danneggiata: grazie alla sua azione antinfiammatoria e biostimolante, riduce l'edema, migliora e accelera i tempi di guarigione.